# Балы
Балы́ — деревня в Юкаменском районе Удмуртии, в составе Ёжевского сельского поселения.

## География
Деревня расположена на высоте 220 м над уровнем моря. На северной окраине находится холм Четкервыр, на северо-западной — Кибьявыр (242,4 м) и Балкон, на южной — Кезьёвыр (244,5 м).
Улицы:
- Лесная
- Полевой переулок
- Прудная
- Центральная

## Население
Численность постоянного населения деревни составляет 75 человек (2007).